# 火災調査官 (漫画)
『火災調査官』（かさいちょうさかん）は、1998年から2009年まで日本文芸社の雑誌、「漫画ゴラクネクスター」「別冊漫画ゴラク」で連載された犯罪捜査漫画。原作は鍋島雅治。作画は田中つかさ。
雑誌掲載時及び単行本の表紙には、「紅蓮次郎・炎のプロファイル」というサブタイトルが付く。
東京消防庁の火災調査官・紅蓮次郎が次々と起こる火災の原因を暴き、如何に真相にたどり着くかを描いた作品。火災の前後で描かれる人間ドラマが特徴。船越英一郎主演でドラマ化されたが、主人公の名前と職業以外は全くの別物。
※現実の消防組織には‘火災調査官’という職種は存在しない。実際の現場には、国の定める消防法に基づき、全国各地にある消防本部が「火災調査規定」を制定し、消防本部の消防長が‘火災調査員’を配置する事になっている。調査員には、消防本部では予防課員が、消防署では所属署員がそれぞれ充てられる。

## 登場人物
紅蓮次郎（くれない れんじろう）
消防庁の凄腕火災調査官。通称「消防庁のホームズ」。元消防士で、伝説的な技量の持ち主であり、火災調査官になった後もその技量をいかんなく発揮している。火災現場でも常にパイプを咥えているが、これは「考えがまとまる」という理由から。そのため現場では火はつけていない。
常に黒皮の手袋を両手につけているが、これは消防士時代に紅蓮の炎の中を幾度と潜り抜けた結果、両手の皮膚が完全に焼け爛れてしまったため。
高校時代は科学部に在籍していたが、自身の実験によって部室が全焼、そのショックでしょげていた所を恩師に諭され、部室全焼のお詫びという形で消防士を志した過去がある。ちなみに、母校では部室全焼の一件から科学部の部室は未だにプレハブ小屋。紅本人にも「紅の放火魔」というあだ名が付けられた。
言葉遣いは丁寧だが、尊大な上にかなりのお調子者。しかし、心の奥底では高校での経験と、消防士時代の経験から、人為的に火災を起こす放火犯に対して強い憎悪を抱いている。頭脳明晰に加え犬並の嗅覚の持ち主。更には特定の情報を得たり、火災の発生地点・現場の遺留品に掌をかざすことで過去・残留思念・これから起こる未来の出来事をも完全に予知する特殊能力の持ち主。
消防庁（の屋上）には彼専用の部屋があり、平時は友人である警視庁刑事・眉村と唯一の部下・白井の2人と一緒にくつろいでいる。また、室内には多数の押収品（火炎放射器まである）が放置されており、結構雑多である。1995年1月17日の阪神・淡路大震災を経験しており、大震災の火災から火災調査官になった。
「真実は必ず灰の中にある」を信条としており、これは警察で言う「現場百回」に相当するものとして蓮次郎が考案した。また土曜ワイド劇場版で蔑称として使われる「灰掻き屋」という台詞を最初に使ったのも彼である（初対面で敵対心剥き出しだった黒木に対する嫌みとして用いた）。
白井（しらい）
蓮次郎の部下。土曜ワイド劇場における「白井勇一」に相当する人物で、基本的な役回りは同じ。しかし性格は若干異なっており、やたらと「風俗好き」であるが強調され眉村刑事からはよくからかわれている。背丈は蓮次郎と殆ど変わらないが、童顔として描かれており、失言をしてはたびたび眉村に小突かれている。スケベでドジで調子がいいが、蓮次郎からは部下として（一応）信頼されている。
眉村刑事（まゆむら）
大柄で気の短い男性刑事。白井の兄貴分的な存在であり、気さくに接することもあれば失言に対し「ポカ」っと小突くことが多い。ノンキャリであることからキャリアに対する偏見を持っている様子。土曜ワイド劇場版では「繭村映子」という女刑事となっており、後述の黒木に近い役回りのキャラクターとなっている。
蓮次郎、白井の二人と一緒に捜査をする。
黒木メイ（くろき メイ）
眉村の美人上司。階級は警視（登場当初は警視正だった）。バリバリのキャリアウーマンで、若くして係長となった。眉村曰く「すんごい切れ者」。蓮次郎に対する対抗意識は強い。土曜ワイド劇場版に登場する「灰田修」が彼女に近い役回りとなっている。
当初は蓮次郎の活躍を快く思わなかった警視庁上層部から刺客として送り込まれたため、彼に対する敵対心は強かった。しかし、次第に蓮次郎を信頼するようになりまんざらでもない態度を見せるようになっていった。「蓮次郎の推理が外れていたら笑いものになるのは自分」と言いながらも彼の捜査を手伝っている。
上記の3人と比べると登場頻度はやや低く、まったく出番がない回も見られた。いわゆる準レギュラー。